# 紙飛行機 (コブクロの曲)
「紙飛行機」（かみひこうき）は、コブクロの22枚目のシングル。2012年11月28日にワーナーミュージック・ジャパンから発売された。

## 解説
休養復帰後、初のシングル。前作「あの太陽が、この世界を照らし続けるように。」から約1年7ヶ月ぶりのリリースである。廉価シングル（税込555円）のため、カップリング曲は収録されていない。
ジャケットは紙飛行機になっており、開くと歌詞が出てくる。
この曲で、『第63回NHK紅白歌合戦』に2年ぶりに出場した。
なお、紙飛行機のプロモーションビデオは、第二の故郷である和歌山県和歌山市で撮影されており、所属事務所社長・坂田美之助の出身校である和歌山県立向陽高等学校、雑賀崎漁港、和歌山東公園が順番に登場している。
和歌山市のFMラジオ局エフエム和歌山の2013年1月のローテーション曲となった。

## 収録曲
作詞・作曲：小渕健太郎　編曲：コブクロ
1. 紙飛行機
フジテレビ系木曜22時ドラマ『結婚しない』主題歌
H.I.S CMソング
2. 紙飛行機 （Instrumental）

## 収録アルバム
- One Song From Two Hearts
- ALL TIME BEST 1998-2018
- ALL SEASONS BEST